# Aminoàcid aromàtic

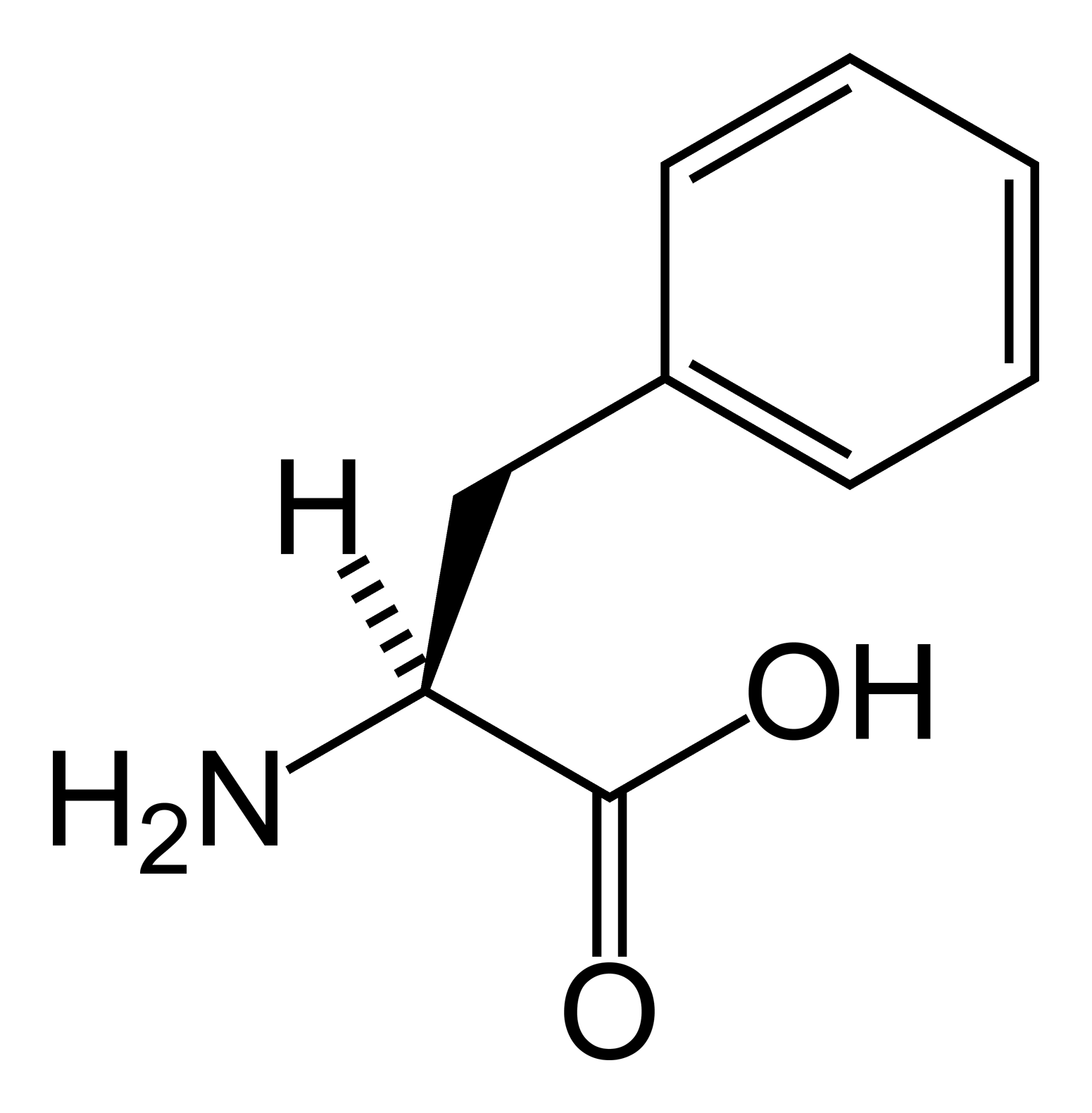
fenilalanina

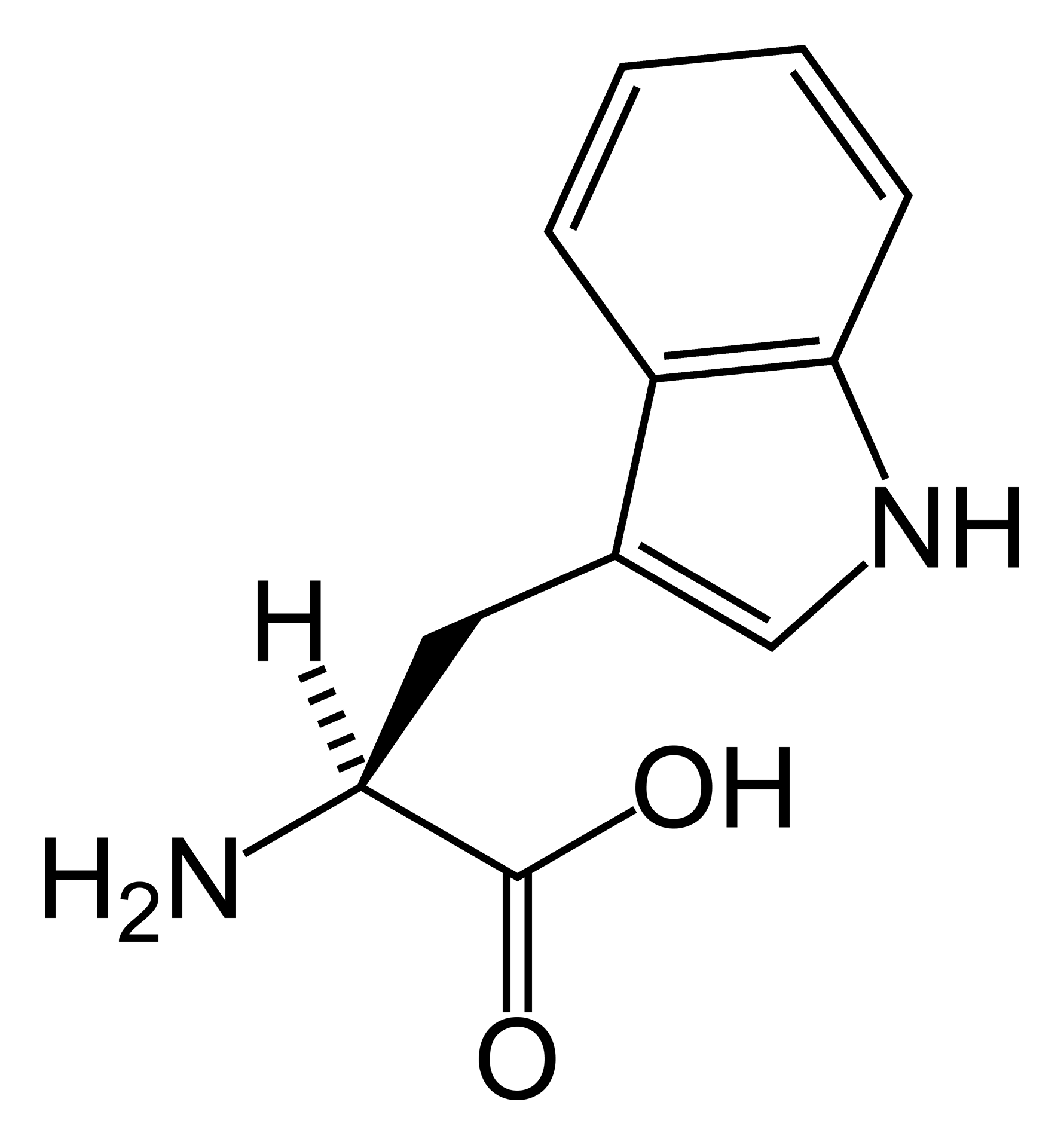
triptòfan

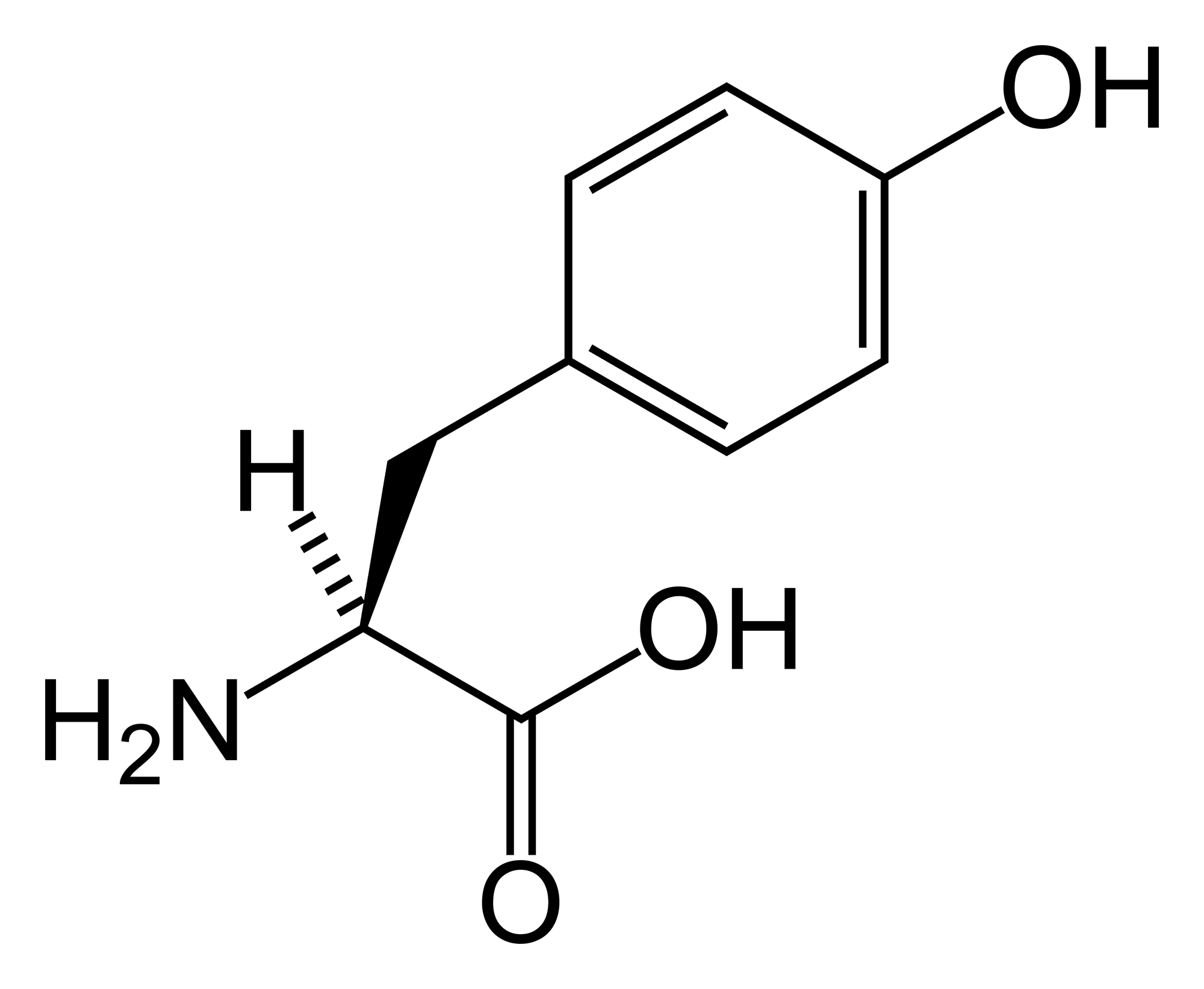
tirosina

histidina

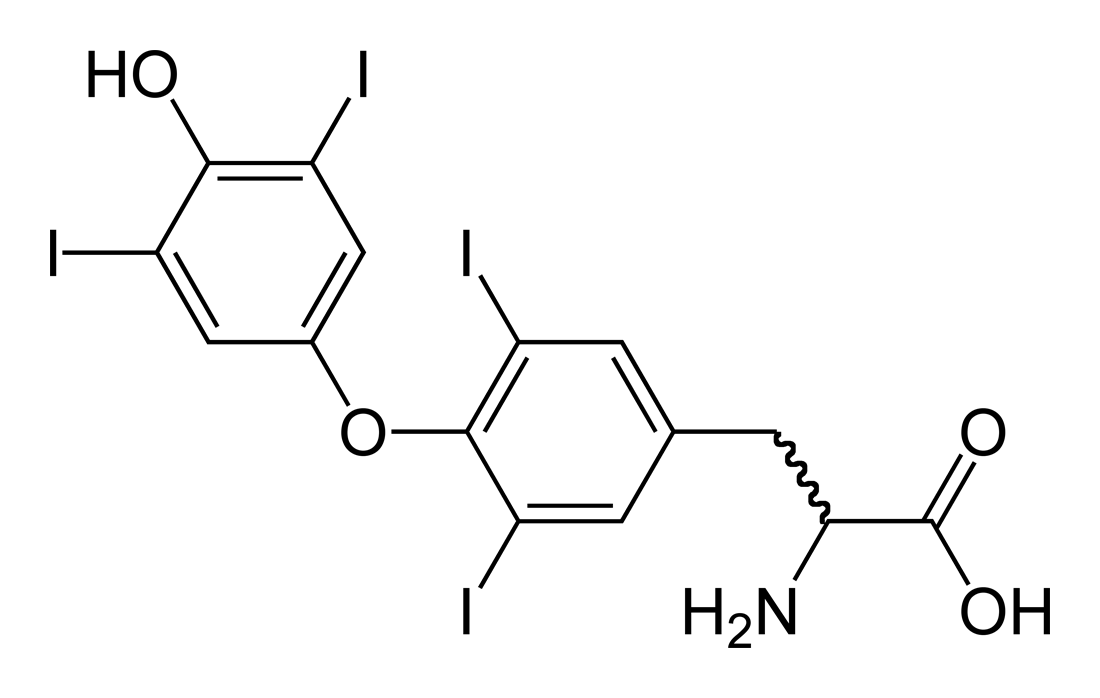
tiroxina

Els aminoàcids aromàtics (AAA) són aminoàcids que inclouen un anell aromàtic.
La fenilalanina, la histidina, i el triptòfan són aminoàcids aromàtics i aminoàcids essencials pels animals i en ells han de derivar de la dieta. La tirosina és semi-essencial; es pot sintetitzar però només a partir de la fenilalanina.
Totes les plantes i microorganismes han de sintetitzar els seus aminoàcids aromàtics a través de la ruta de l'àcid shikímic. Alguns herbicides i antibiòtics aprofiten per combatre herbes i malalties la inhibició que produeixen dels enzims involucrats en la síntesi d'aminoàcids aromàtics.